# Nikias Skapinakis

Objecto não Identificado - XLII, 1968, óleo sobre tela, 81 x 100 cm

Nikias Ribeiro Skapinakis GOSE (Lisboa, 1931 - 26 de agosto de 2020) foi um pintor português de ascendência grega.

## Biografia
Frequentou o curso de arquitectura, que abandonou para se dedicar à pintura, actividade que manteve regularmente até ao presente.
Começou por expor em 1948, nas Exposições Gerais de Artes Plásticas e, desde então, realizou inúmeras exposições individuais e participou em diversas exposições colectivas, em Portugal e no estrangeiro.
Além da pintura a óleo (a sua actividade dominante), dedicou-se à litografia, serigrafia e ilustração de livros. Entre outras obras, ilustrou Quando os Lobos Uivam, de Aquilino Ribeiro (Bertrand, 1958 e Andamento Holandês, de Vitorino Nemésio (Imprensa Nacional,1983). Executou litografias para o Congresso de Psicanálise de Línguas Românicas (1968) e para o cinquentenário do Banco Português do Atlântico (1969). Executou serigrafias para a Galeria Kompass (1973).
É autor de um dos painéis do café A Brasileira do Chiado (1971) e participou na execução do painel comemorativo do dia 10 de Junho de 1974.
Em 1963, obteve a Bolsa Malhoa da Sociedade Nacional de Belas-Artes e em 1976 foi-lhe concedido um subsídio para investigação pela Fundação Calouste Gulbenkian.
Em 1977 foi-lhe atribuído o grau de Comendador da Ordem do Rio Branco, da República Federativa do Brasil.
Em 1981 foi-lhe atribuído o grau de Comendador da Ordem da Fénix, da Republica da Grécia.
Em 1985, o Centro de Arte Moderna da Fundação Calouste Gulbenkian mostrou uma exposição antológica da sua pintura, completada com uma retrospectiva da sua obra gráfica e guaches na Sociedade Nacional de Belas-Artes, no mesmo ano.

Encontro de Natália Correia com Fernanda Botelho e Maria João Pires, 1974, Óleo sobre tela, 140 x 110 cm

Em 1990 foi-lhe atribuído o prémio Aica/Sec, instituído pela Associação Internacional de Críticos de Arte e a Secretaria de Estado da Cultura.
Em 1993, apresentou no Palácio Galveias (Biblioteca Municipal de Lisboa da Câmara Municipal de Lisboa), uma antologia de desenhos realizados entre 1985 e 1993.
Em 1996, o Museu do Chiado organizou a exposição intitulada "Para o Estudo da Melancolia em Portugal, Retrospectiva de Retratos, 1955-1974".
Em 2000, o Museu de Arte Contemporânea da Fundação de Serralves, apresentou a exposição antológica "Prospectiva 1966-2000".
Em 2005 foi-lhe atribuído o Grande Prémio Amadeo de Souza-Cardoso, instituído pela Câmara Municipal de Amarante, e realizou um painel em cerâmica para o Metropolitano de Lisboa. 
Em 2006, a Fundação Árpád Szenes-Vieira da Silva apresentou a série de pinturas "Quartos Imaginários", baseada nos quartos de dormir e ateliês de diversos pintores e poetas e foi-lhe atribuído o Prémio de Arte do Casino da Póvoa. A 9 de Junho de 2006 foi feito Grande-Oficial da Ordem Militar de Sant'Iago da Espada.
Em 2007, foi realizado para a televisão, "Nikias Skapinakis: O Teatro dos Outros", um documentário realizado por Jorge Silva Melo sobre o conjunto da sua obra.
Em 2009, realizou no Centro Cultural de Cascais a exposição "Desenho a preto e branco e a cores", abrangendo a sua obra gráfica entre 1958 e 2009. Realizou também a pintura "Paisagem-Bandeira Portuguesa" alusiva à Bandeira Nacional e integrada nas Comemorações do Centenário da República.
Em 2012, o Museu Colecção Berardo apresentou a exposição antológica "Presente e Passado, 2012-1950"
Em 2013, foi-lhe atribuído pela Sociedade Portuguesa de Autores o Prémio de Artes Visuais.
Em 2014, apresentou na Casa Fernando Pessoa a série de guaches “Lago de Cobre” e a série de desenhos “Estudos de Intenção Transcendente”.   Ilustrou a Revista “Colóquio Letras” dedicada a Almada Negreiros.
Em 2017, apresentou na Fundação Arpad Szenes-Vieira da Silva a série desenvolvida a partir de 2014,  “Paisagens Ocultas-Apologia da Pintura Pura”.
Em 2018, a Fundação Carmona e Costa apresentou uma antologia de gouaches entre 1950 e aquele ano.
Em 2019, o seu nome foi incluído no painel do Metropolitano de Lisboa, que refere os presos políticos durante o salazarismo.
Tem publicado textos de intervenção crítica em diversos jornais e revistas.
Viveu e trabalhou em Lisboa.
É irmão do Coronel Andreas Ribeiro Skapinakis(n. 1913), Oficial da Ordem Militar de Avis a 20 de Outubro de 1951, Comendador da mesma Ordem a 13 de Fevereiro de 1961 e Comendador da Ordem da Fénix, da Monarquia Helénica, em 1955.